# Jean Barbier d'Aucour
Pour les articles homonymes, voir Barbier et Aucour.
Jean Barbier d'Aucour, né à Langres (Haute-Marne) le 1er septembre 1641 et mort à Paris le 3 septembre 1694, est un avocat et auteur satirique français.

## Biographie
Élevé chez les Jésuites, Barbier d'Aucour devient avocat au parlement de Paris et ardent janséniste. Il est l'auteur de pamphlets en prose et en vers contre les jésuites, ses anciens maîtres et est élu membre de l'Académie française en 1683. Il eut une grande part à la rédaction du Dictionnaire de l'Académie.
L'Encyclopédie lui rend hommage à l'article Langres : Barbier d'Aucourt (Jean) étoit d'une famille pauvre, qui ne put lui donner aucun secours pour ses études; mais son génie & son application y suppléerent. Il est connu par ses malheurs, par sa défense du nommé le Brun, accusé faussement d'avoir assassiné la dame Mazel, dont il étoit domestique, & par les sentimens de Cléanthe sur les entretiens d'Ariste & d'Eugene, critique vive, ingénieuse, délicate & solide; le P. Bouhours tenta de la faire supprimer, & ses démarches en multiplierent les éditions. Barbier d'Aucourt fut ami de M. de Port royal, & composa plusieurs écrits contre les Jésuites qu'il haïssoit. Il mourut fort pauvre on 1694, dans sa 53e année. « Ma consolation, (dit-il aux députés de l'académie, qui vinrent le visiter dans sa dernière maladie, & qui lui parurent attendris de le trouver si mal logé) « ma consolation, répéta-t-il, & ma très-grande consolation, c'est que je ne laisse point d'héritiers de ma misere [réf. incomplète].

## Principales publications
- Onguant pour la brulure, ou le Secret pour empescher les jesuites de bruler les livres, 1664 (lire en ligne)
- Sentimens de Cléanthe sur les entretiens d'Ariste et d'Eugène du Père Bouhours, 1671 (lire en ligne)
- Reflexions du Sr. de Bonne-foy, sur un livre, intitulé : Entretien d'un abbé commendataire, & d'un religieux, sur les commendes, 1674
- Apollon vendeur de Mithridate (1675)
- Manifeste, ou La préconisation en vers burlesques d'un nouveau livre, intitulé : Réflexions sur les veritez évangéliques, contre la traduction et les traducteurs de Mons, 1680
- Remarques sur deux discours prononcés à l'Académie françoise sur le rétablissement de la santé du Roy, le 27 janvier 1687, 1688